# شيفاوية

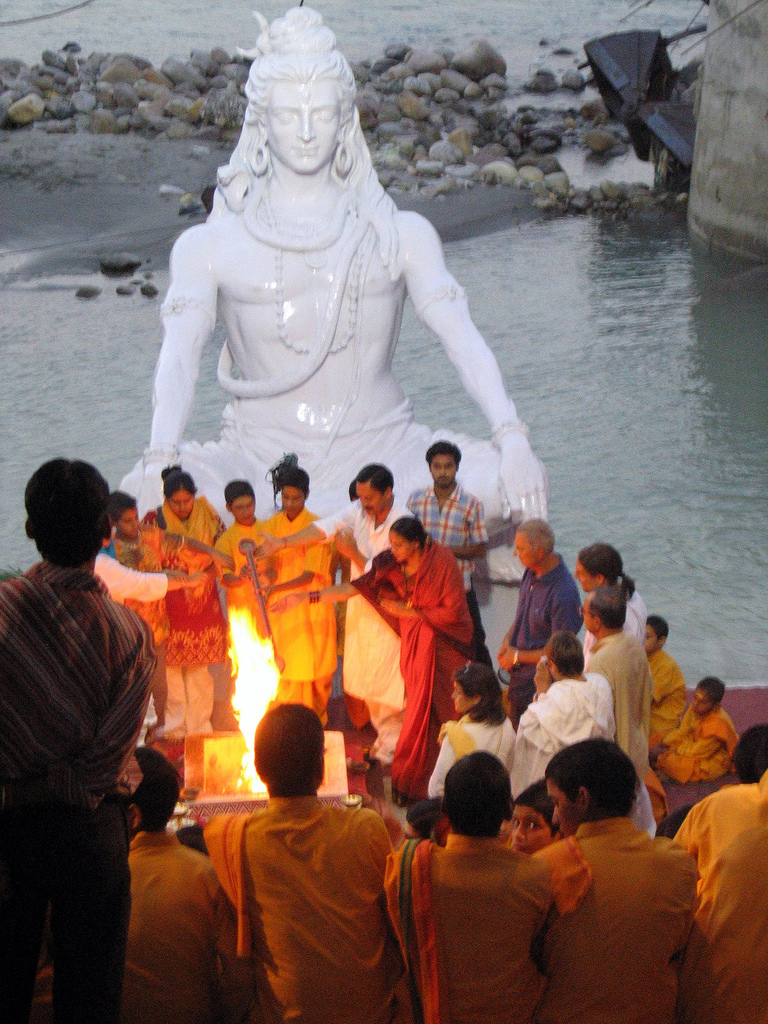

الشيفاوية أو الشيفية (بالإنجليزية: Shaivism)‏: هي واحدة من الطرائق الأساسية ضمن الهندوسية التي تبجل شيفا باعتباره الإله الأعلى. يُدعى أتباع الشيفاوية «بالشيفاويين» أو «أتباع شيفا». هي واحدة من أكبر الطوائف التي تعتقد أن الإله شيفا، المعبود باعتباره خالق العوالم ومدمرها، هو الأعلى منزلة بين الآلهة وكبيرها. للشيفاوية طوائف فرعية عديدة تتراوح من التعبدية المؤمنة بالثنائية (الثنائية الكونية) مثل طائفة شيفا سيدهانتا إلى الوحدانية اللاألوهية الموجهة باليوغا مثل الشيفاوية الكشميرية. تعتبر الشيفاوية كلًا من نصوص الفيدا والأغاما مصدرين مهمين لعلوم الإلهيات. قد ترجع أصول الشيفاوية إلى مفهوم رودرا في ريجفدا.
للشيفاوية جذور قديمة، ترجع في الأدب الفيدي إلى الألفية الثانية قبل الميلاد، لكن في هيئة الإله الفيدي رودرا. يذكر نص شفيتاشفاتارا أوبانيشاد القديم العائد للقرن الأول قبل الميلاد مصطلحات مثل رودرا وشيفا وماهيشوارام، لكن تفسيره كنص شيفاوي إلهي أم توحيدي محل خلاف. يظهر أول دليل واضح على شيفاوية باسوباتا في القرون الأولى من الحقبة العامة. ازدادت شعبية كل من الشيفاوية التعبدية والوحدانية في القرن الأول الميلادي، لتصيرا بسرعة الطريقتين المهيمنتين في العديد من الممالك الهندوسية. وصلت إلى جنوب شرق آسيا بعد مدة وجيزة، ما قاد إلى بناء آلاف المعابد الشيفاوية على جزر إندونيسيا وكمبوديا وفيتنام، لتتشارك التطور مع البوذية في هذه المناطق. في الحقبة المعاصرة، تُعتبر الشيفاوية أحد الأوجه الأساسية للهندوسية.
يتراوح اللاهوت الشيفاوي بين اعتبار شيفا الخالق، والحافظ، والمدمر إلى كونه مماثلًا لمفهوم الأتمان (النفس، الروح) داخل نفس المرء وكل الكائنات الحية. للشيفاوية علاقة وثيقة بالشاكتية، ويتعبد بعض الشيفاويين في معابدهم الخاصة وفي المعابد الشاكتية. هي أكثر الطرائق الهندوسية قبولًا لحياة الزهد وتشديدًا على اليوغا، وتشجع كبقية الطرائق الهندوسية الفرد على الاكتشاف والتوحد داخليًا مع شيفا. الشيفاوية واحدة من أكبر الطرائق ضمن الهندوسية.

## اصطلاحات وتسميات
تعني كلمة شيفا (بالسنسكريتية: शिव) حرفيًا رحيمًا أو ودودًا، أو مِفضالًا، أو ميمونًا. وتعني باعتبارها اسم علم:«الميمون».
تُستخدم كلمة شيفا كصفة في ريجفدا، لقبًا للعديد من الآلهة الريجفدية، بمن فيهم رودرا. يعني مصطلح شيفا أيضًا «التحرر، الانعتاق الأخير» و «الميمون»، هذا الاستخدام الدلالي للصفة موجه للعديد من الآلهة في طبقات الأدب الفيدي. تطور المصطلح من رودرا شيفا الفيدي إلى الاسم شيفا في الملاحم والبورانات، بوصفة إلهًا ميمونًا هو «الخالق، والمولّد والمبدد».
تعني كلمة śaiva أو Shaiva السنسكترينية «متعلق بالإله شيفا»، بينما تشكل المعتقدات، والممارسات، والتاريخ، والأدب والطرائق الفرعية ذات الصلة الشيفاوية.

## نظرة عامة
يعَد إجلال شيفا واحدًا من تقاليد كافة الشعب الهندوسي، ويُرى بصورة واسعة في جميع أرجاء الهند وسريلانكا ونيبال. في حين أن شيفا يُبجل على نطاق واسع، فإن الهندوسية بذاتها ديانة معقدة وأسلوب حياة، ولها مجموعة متنوعة من الأفكار حول الروحانية والتقاليد. لا تقوم على نظام كنسي، ولا سلطات دينية تامة فيها، ولا هيئة حاكمة، ولا أنبياء أو أي كتب مقدسة مُلزمة؛ الخيار متاح أمام الهندوسي ليكون مؤمنًا بتعدد الآلهة، أو بواحدية الوجود، أو توحيديًا، أو وحدانيًا، أو لاأدريًا، أو ملحدًا، أو إنسانيًا.
الشيفاوية طريقة أساسية ضمن الهندوسية ذات لاهوت متعلق في معظمه بالإله الهندوسي شيفا. للشيفاوية العديد من الطرائق الفرعية المختلفة مع تباينات إقليمية واختلافات فلسفية. للشيفاوية أدب واسع ذو مدارس فلسفية مختلفة تتراوح بين اللاثنائية والثنائية والمدارس المختلطة.

## أصولها وتاريخها

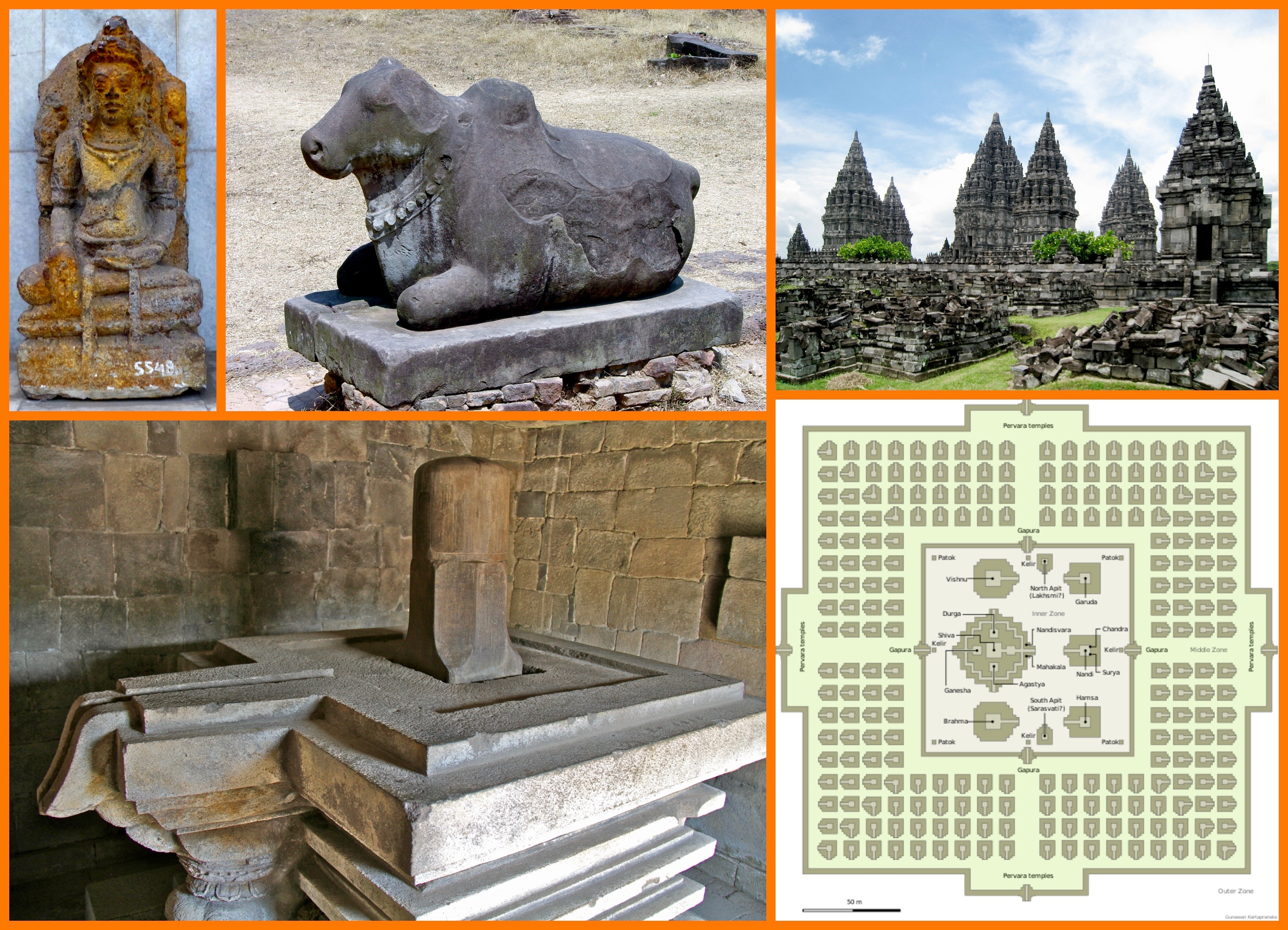
صورة مجمعة من الشيفية شيفا سيوا وأيقونات ومعابد هندوسية في جنوب شرق اسيا

أصول الشيفاوية غير واضحة ومسألة جدلية بين الباحثين. يتعقب البعض أصولها إلى حضارة وادي السند، التي بلغت ذروتها بين عامي 2500 – 2000 ق.م تقريبًا. تظهر الاكتشافات الأثرية أختامًا توحي بإله يظهر شبيهًا بشيفا إلى حد ما. من بينها ختم باشوباتي، الذي فسره الباحثون الأوائل على أنه شخص ما يجلس في وضعية يوغا تأملية وهو محاط بحيوانات، وله قرنان. فسر الباحثون ختم «باشوباتي» (سيد الحيوانات، بالسنسكريتية: paśupati) هذا على أنه نموذج أولي عن شيفا. يصف غافين فلود هذه الآراء بأنها «تخمينية»، قائلًا إنه غير واضح من الختم ما إذا كانت الشخصية ذات ثلاثة وجوه، أم أنها جالسة في وضعية يوغا، أو ما إذا كانت النية من الشكل تمثيل هيئة إنسانية حتى. 
يشير باحثون آخرون إلى أن رموز خط وادي السند ما زالت غير محلولة، وأن ترجمة ختم باشوباتي غير مؤكدة. وفقًا لسرينيفاسان، قد يكون اقتراحُ كونه نموذجًا أوليًا لشيفا حالةً من حالات إسقاط «الممارسات اللاحقة على الاكتشافات الأثرية». على نحو مماثل، يصرح أسكو باربولا بأن المكتشفات الأثرية الأخرى مثل الأختام العيلامية الأولى العائدة إلى 3000 – 2750 ق.م تظهر هيئات جرى تفسيرها على أنها «ثور جالس» لا يوغي، ومن المرجح أن تفسير الثور أكثر دقة.

### البرهان الفيدي
يوجد في ريجفدا (1500 – 1200 ق.م تقريبًا) أقدم ذكر لرودرا في تراتيل مثل التراتيل 2.33، و1.43 و1.114. يتضمن النص ساتارودريا أيضًا، وهي ترتيلة مؤثرة تحتوي مئة من الصفات المضمنة لرودرا، وهي مذكورة في العديد من النصوص الشيفاوية القروسطية فضلًا عن تلاوتها في معابد الشيفا الهندوسية الرئيسية في الأزمنة المعاصرة. مع ذلك، يقدم الأدب الفيدي لاهوتًا كتابيًا فقط، لكنه لا يقر بوجود الشيفاوية.
يتضمن شفيتاشفاترا أوبانيشاد، الذي يُرجح أن تأليفه سابق لتأليف البهاغافاد غيتا في القرن الرابع ق.م تقريبًا أسس الشيفاوية الألوهية مغطاةً ببنية وحدانية. يحتوي المصطلحات والأفكار الشيفاوية الأساسية، مثل شيفا، ورودرا، وماهيسوارا، وغورو، وبهاكتي، ويوغا، وأتمان، وبراهمان، ومعرفة الذات.

### نشأة الشيفاوية
وفقًا لغافين فلود، «إن تشكيل التقاليد الشيفاوية كما نفهمها قد بدأ في الفترة الواقعة بين عامي 200 ق.م و100م». وفق تشاكرافارتي، ارتقى شيفا إلى الصدارة عند تعريفه على أنه مثيل بوروشا، ورودرا، وأغني، وإندرا، وبراجاباتي، وفايو وآخرين.
يذكر ماهابهاسيا باتنجالي العائد إلى القرن الثاني ق.م مصطلحَ شيفا بهاغافاتا في القسم 5.2.76. باتنجالي -ضمن شرحه قواعد بانيني النحوية- على أن هذا المصطلح يشير إلى متعبد مكسو بجلود الحيوانات ويحمل آيا سوليكا (حربة حديدية، رمحًا ثلاثيًا) كأيقونة تمثل إلهه.
المهابهارتا نص سنسكريتي قديم آخر يذكر الزاهدين الشيفاويين، كما في الفصول 4.13 و13.140. تكمن الأدلة الأخرى التي قد تكون مرتبطة بأهمية الشيفاوية في الأزمنة القديمة في النقوش والمسكوكات، كما في شكل النقوش البارزة الشبيهة بشيفا في العملات الذهبية لحقبة إمبراطورية كوشان. مع ذلك، هذا الأمر جدلي، إذ توجد فرضية بديلة لهذه النقوش مبنية على الإله أويشو الزرادشتي. وفقًا لفلود، تظهر العملات العائدة إلى اليونان القديمة وساكا والملوك الفرثيين الذين حكموا أجزاء من شبه القارة الهندية بعد وصول الإسكندر الكبير أيقونات شيفا أيضًا، لكن هذا البرهان ضعيف وخاضع لاستنتاجات متضاربة.
تقترح النقوش المكتشفة في إقليم الهيمالايا -خاصة وادي كاثماندو في نيبال- أن الشيفاوية (وحدانية باشوباتا تحديدًا) كانت قد أُسست في هذا الإقليم إبان حكم الإمبراطورية الماورية والغوبتا لشبه القارة الهندية، بحلول القرن الخامس الميلادي. أرجعت التقنيات الحديثة تاريخ هذه النقوش إلى ما بين عامي 466 و645م.

## اقرأ أيضاً
- هندوسية